# Агент Бішоп
Агент Бішоп (англ. Agent Bishop) — один з ворогів черепашок-ніндзя, що вперше з'явився в мультсеріалі 2003-го року. Бішоп є лідером та одним із засновників урядової організації Сили Захисту Землі, чиєю головною метою є захист нашої планети від прибульців.

## Телебачення

### Мультсеріал 2003-го
У цьому мультсеріалі Бішопа озвучив Девід Зен Менслі.
Вперше агент з'являється в другій серії третього сезону, під час атаки на Землю трицератонів і одразу дає зрозуміти, що багато знає про черепах. Пізніше, в п'ятій серії, Бішоп ловить черепах та Ханіката й відвозить їх у свою тимчасову лабораторію, де віддає робота федератам. Після збування фугітоїда, він розповідає черепахам про свої плани по створенню армії суперсолдатів за допомогою їхньої ДНК. Проте, з допомогою Ейпріл, Кейсі та Сплінтера, черепахам, а також Шкіроголовому, вдається  перемогти Бішопа. Через деякий час агент ловить Караі, яка намагалася викрасти в нього інопланетний чип і шантажує Шреддера, погрожуючи тому вбивством дочки. Проте Хану та прибулими з ним черепахам вдається врятувати Караі. Пізніше, під кінець третього сезону, агент виманює черепах з їхнього лігва й викрадає Сплінтера. За допомогою щура Бішоп нарешті закінчує створення армії суперсолдатів. Коли сини прибувають рятувати свого батька, агент натравлює на них свого першого успішного клона. Після довгої битви з кіборгом Бішопа, черепахам вдається заточити того в банку з рідиною, в той час як Сплінтер, здавалося б, вбиває його творця. Проте агент виживає й тікає з підземної лабораторії, обіцяючи помститися мутантам. У фінальних серіях третього сезону Бішоп дізнається від Бакстера Стокмана про плани Ороку Сакі по втечі з планети і вирішує зупинити Шреддера. Агенту вдається ввірватися в будівлю Сакі, але йому не вдається зупинити того. Тоді, не маючи вибору, він наказує атакувати корабель Шреддера всім, чим можна. За допомогою Стокмана, агенту вдається сильно пошкодити корабель, а черепахи закінчують його справу і підривають судно.
На початку четвертого сезону, президент США, розлючений через відкриту атаку СЗЗ на маєток Сакі, погрожує Бішопу розформувати організацію, обгрунтовуючи це також тим, що під час атаки трицератонів Сили ніяк не допомогли планеті. Як тільки агент вийшов з Білого дому, то на його плечі впала ще одна проблема — викрадення важливого грузу Пурпуровими Драконами. Розлючений Бішоп наказав негайно знайти груз, адже, окрім інопланетної зброї, там також був мутант. Зрештою йому вдається знайти монстра, проте той спричиняє вибух і агенту з його солдатами доводиться тікати, щоб їх не запідозрили. Також з серії стає відомо, що монстр — це знайомий Бішопа, якого той безжалісно перетворив на мутанта. У серії "Aliens Among Us" агент вирішує налякати президента, щоб той продовжив фінансування СЗЗ, і інсценує пришестя іншопланетян. Бішоп запускає в небо летючі тарілки й атакує президента, проте того рятують черепахи. Не дивлячись на це, штучні прибульці все одно викрадають президента. Черепахи в той час відслідковують агента й вимикають зв'язок з тарілками, майже всі з яких виявляються голограмами. Через відключення сигналу, тарілка з президентом падає на землю і його "рятує" Бішоп, за що президент обіцяє продовжити фінансування СЗЗ. У серії "Outbreak" стає відомо, чому агент так сильно ненавидить прибульців. Як показано в епізоді, він жив ще в 19 столітті й був звичайним солдатом армії Сполучених Штатів, але після однієї з битв його викрали прибульці та ставили над ним досліди, що певно й призвело до його безсмертя. Проте Бішопу вдалося втекти, після чого він поклявся знищити всіх іншопланетян на Землі. В наш час, після процедури переміщення розуму в нове тіло, агент дізнається про появу мутантів у Нью-Йорці, що з'явилися після потрапляння залишків його штучних прибульців у каналізацію. Бішоп наказує Стокману спалити всіх монстрів, після чого вчений отримає можливість створити собі тіло. Пізніше, як винагороду за гарну роботу, агент дозволяє Бакстеру створити нове тіло. Проте через деякий час виявляється, що в розрахунках вченого була помилка і його тіло починає гнити. У наступній серії Бішоп знаходить Стокмана на дні річки, куди той упав після битви з черепахами, й повертає вченого до життя, чому Бакстер не дуже радіє. Під кінець сезону агент отримує повідомлення від невідомої йому істоти, що пропонує Бішопу викрасти в Караі амулет "Серце Тенгу", в якому знаходиться багато креслень позаземних пристроїв. Довірившись істоті, агент посилає до Футів черепах, обіцяючи їм за це вилікувати зараженого мутантом Донателло. Героям вдається пробратися в лігво Караі й викрасти "Серце", за що Стокман виліковує Донателло, а Бішоп посилає загони розбризкати антидот по всьому Нью-Йорку. Коли агент нарешті збирається розшифрувати креслення, які наче є в амулеті, істота, що розповіла Бішопу про нього, говорить, яку частоту лазеру йому підібрати. Проте лазер знищує "Серце" і виявляється, що насправді воно давало владу Караі над містиками-ніндзя, але тепер, після знищення амулета, вони стали вільні.
У п'ятому сезоні Бішоп з'являється в серії "Membership Drive", де наказує Стокману обшукати останні залишки трицератонських кораблів. Обшукуючи їх, Бакстер знаходить Нано й відвозить у лабораторію. Там вчений запевняє агента, що роботи будуть повністю підкорятися наказам завдяки мікро-чипу, проте Нано вдається обійти вплив чипу й втекти геть. Пізніше Бішоп з'являється у фіналі сезону, де його лабораторію атакують монстри Тенгу-Шреддера. Агента рятують черепахи й пропонують прибути в їхню колишню домівку, розвалену Караі. Разом з Пурпуровими Драконами, кланом Фут, Силами Справедливості та черепахами, СЗЗ відправляються на битву зі Шреддером. Місією Бішопа став захист Караі від воїнів демона, щоб та його ослабила. Після завершення битви агент, його солдати та Стокман відлетіли в невідомому напрямку.
У шостому сезоні стає відомо, що у майбутньому Бішоп — президент усієї Землі. У одній з серій він просить черепах допомогти йому спіймати контрабандиста на ім'я Торбін Зіккс. Черепахам не вдається зловити злодія, проте вони рятують велику кількість людей від бомби, що той перевозив. Після місії агент поділився з героями своїми думками про те, що вибух був запланований, так як він вимкнув захист планети. Через деякий час черепахам довелося рятувати Бішопа від органічних маусерів Стокмана. Як показано в серії, через сто років після закінчення п'ятого сезону, Бакстер все ще працював на СЗЗ. Під час створення органічних маусерів, лабораторія впала прямо на вченого й він пробув під землею п'ятдесят років. Всі ці роки Бакстер знаходився під впливом крові прибульців і мутував у мозок зі щупальцями. Коли йому вдалося вибратися звідти, Стокман схопив Бішопа й хотів вирізати його мозок, аби замінити той на свій, таким чином отримавши нове тіло. Проте черепахам вдалося знайти вченого й знову завалити печеру, але на цей раз агент врятував Бакстера й вони заключили перемир'я. Пізніше, у серії "The Day of Awakening", Бішоп знову просить черепах допомогти йому. Він повідомляє героїв про те, що велику місячну базу захопив Шоканабо, а оскільки черепахи вже добре знайомі з монстром, агент просить допомогти саме їх. Черепахи відправляються на місію, а Коді, внук Ейпріл та Кейсі, залишається вдома за наказом Бішопа. Проте в потрібний момент хлопчик все ж таки прибуває на Місяць та разом з агентом руйнує плани Шоканабо по заселенню Землі іншими Канабо.
У сьомому сезоні Бішоп з'являється лише в серії "Wedding Bells and Bytes", у якій спостерігає за весіллям Кейсі та Ейпріл через монітор.

### Мультсеріал 2012-го

Бішоп у мультсеріалі 2012-го

### IDW

Бішоп у коміксах IDW

## Див. Також
- Шреддер (Черепашки-ніндзя)
- Бакстер Стокман